# Чернышёв, Феодосий Николаевич
Феодосий Николаевич Чернышёв (Ѳеодосій Николаевичъ Чернышевъ; (12 [25] сентября 1856, Киев — 2 [15] января 1914, Санкт-Петербург) — русский геолог и палеонтолог, действительный член Императорской Санкт-Петербургской академии наук (1909), директор Геологического комитета (с 1903), директор Геологического музея ИАН (с 1900), председатель отделения физической географии РГО.

## Биография
Родился 12 (24) сентября 1856 года в Киеве. В 1865—1872 годах учился в Первой киевский гимназии.
Учился в Морском училище (1872—1875) и Горном институте в Санкт-Петербурге (1875—1880). После окончания Горного института с дипломом горного инженера был оставлен для работы в Горном департаменте под руководством профессора В. И. Меллера, занимавшегося геологическим картированием на Урале.
В 1880—1881 годах проводил геологические исследования на западном склоне Южного Урала.
Избран младшим геологом Геологического комитета 15 марта 1872 года. В 1882 году избран в Геологический комитет, а в 1903 году назначен его директором.
В 1880-х годах ежегодно работал в экспедициях на Южном Урале. В результате проведённых полевых исследований разработал стратиграфию палеозойских отложений Урала, подтверждённую рядом палеонтологических монографий (1884—1893). Стратиграфическая схема Чернышёва использовалась и для дальнейших работ не только на Урале, но и на Алтае, в Арктике и Средней Азии.
В конце 1880-х годов он руководил учёной экспедицией, направленной на изучение Тиманского края, с 1892 года несколько лет возглавлял работы по геологической съёмке Донбасса, в 1895 году проводил исследования на Новой Земле, В 1899—1901 годах под руководством Ф. Н. Чернышёва была проведена экспедиция для градусных измерений на Шпицбергене.
В 1903 году занимался изучением Андижанского землетрясения в Ферганской области. Состоял председателем отделения физической географии Императорского русского географического общества.
Он активно участвовал в работах сессий Международного геологического конгресса.
Свою научно-исследовательскую работу Феодосий Николаевич совмещал с административной и общественной деятельностью в Геологическом комитете, Академии наук, минералогическом, географическом и других обществах естествоиспытателей, преподаванием в  Горном институте.
Ф.Н. Чернышев, став директором  Геологического комитета (сокр. Геолком), главного государственного геологического учреждения  дореволюционной России, созданного в 1882 г), продолжил начатую А. П. Карпинским борьбу за выделение специальных средств на строительство здания. 5 июня 1912 г., Император Николай II подписал «Закон об определении стоимости постройки и оборудования здания Геологического комитета и музея прикладной геологии и об отпуске из государственного казначейства средств на производство означенных постройки и оборудования». Профессор Н.Н. Яковлев писал в 1914 г.: «по словам одного из высших чинов министерства, геологический комитет мог добиться для себя строящегося великолепного здания только благодаря Чернышёву ...он буквально никому не давал покоя, пока не добился постройки"
Торжественная закладка здания Геологического Комитета состоялась 28 апреля 1913 г, а к лету 1914 года,   строительство здания Геологического комитета было закончено, хотя на фасаде здания указан 1882 год — год основания Геолкома.
Сейчас в здании располагается Всероссийский научно-исследовательский геологический институт им. А. П. Карпинского, а также Центральный научно-исследовательский геологоразведочный музей имени академика Ф. Н. Чернышева.
Ф. Н. Чернышев скончался 2 (15) января 1914 в Санкт-Петербурге. Похоронен на Смоленском православном кладбище в Санкт-Петербурге.

## Награды и премии
Ф. Н. Чернышёв удостоен множества премий и медалей[уточнить] от минералогического общества и академии наук, а также высшей Константиновской медали Императорского русского географического общества[когда?].
- 1886 — Орден Святого Станислава 2-й степени
- 1890 — Орден Святой Анны 2-й степени
- 1894 — Орден Святого Владимира 4-й степени
- 1894 — Орден Святого Владимира 3-й степени
- 1903 — Орден Святого Станислава 1-й степени
- 1906 — Орден Святой Анны 1-й степени.

## Членство в организациях
В 1897 году стал адъюнктом Императорской Санкт-Петербургской академии наук, в 1899 году — экстраординарным, а в 1909 году — ординарным академиком.
Был почётным членом многих[каких?] русских и иностранных научных учреждений и обществ[уточнить].

## Общественная позиция
В письме от 22 февраля 1905 года выразительно охарактеризовал тяжёлое положение науки и высшей школы в России:

«В стране, где устройство научных институтов зависело ещё недавно всецело от усмотрения министра финансов, наука была терпима для декорума, но не как тот стимул, без которого немыслим умственный прогресс народа. Кто не знает, что в России нередко бросались значительные суммы на бесполезные, но бьющие в глаза затеи, в то время как наши высшие школы и научные институты лишены возможности сделать самые необходимые затраты… В наших университетах с введением устава 1884 г. благодушествовали сплошь и рядом бездарные и отставшие от науки профессора и в то же время изгоняются талантливейшие люди, принужденные затем или окончательно бросить профессорскую деятельность, или читать лекции на чужбине».

## Научные труды
Основные публикации:
- Материалы по изучению девонских отложений России (1884)
- Фауна нижнего девона западного склона Урала (1885)
- Фауна соседнего и верхнего девона западного склона Урала (1887)
- Описание центральной части Южного Урала (1889)
- Aperçu sur les depôts posttertiaires au Nord et à l’Est de la Russie d’Europe (1891)
- Фауна нижнего девона восточного склона Урала (1893)
- Орографический очерк 139 листа геологической карты России (совместно с А. Карпинским, 1897)
- Верхнекаменноугольные брахиоподы Урала и Тимана (1902)

## Память
Именем Ф. Н. Чернышёва названы:
- Центральный научно-исследовательский геологоразведочный музей имени академика Ф. Н. Чернышёва
- Гряда Чернышёва — Полярный Урал.
- гора Чернышёва (Баренцево море, Новая Земля)[9].
- гора Чернышёва (Баренцево море, архипелаг Шпицберген, 78°50′ с.ш., 18° в.д.)[9].
- залив Чернышёва (Карское море, Таймырский залив, залив обследован в 1901 году участниками Русской полярной экспедиции, тогда же было присвоено название заливу)[9].
- остров Чернышёва (Баренцево море, у острова Вайгач, остров был обследован в 1902 году Гидрографической экспедицией СЛО на пароходе «Пахтусов», тогда же было присвоено название острову)[9].
- острова Чернышёва (Карское море, Таймырский залив)[9].
- полуостров Чернышёва (Восточно-Сибирское море, Новосибирские острова, остров Беннетта, полуостров назван в 1903 году участниками Русской полярной экспедиции)[9].